# Bíblia Gótica
A Bíblia Gótica ou Bíblia de Úlfilas, é uma Bíblia cristã traduzida por Úlfilas para a língua gótica falada pelos godos.

## O Códice
A Bíblia Gótica consiste de um conjunto de manuscritos dos séculos VI e VIII que contêm uma grande parte do Novo Testamento e algumas partes do Antigo Testamento, escrito em grande parte na Itália utilizando o alfabeto gótico.

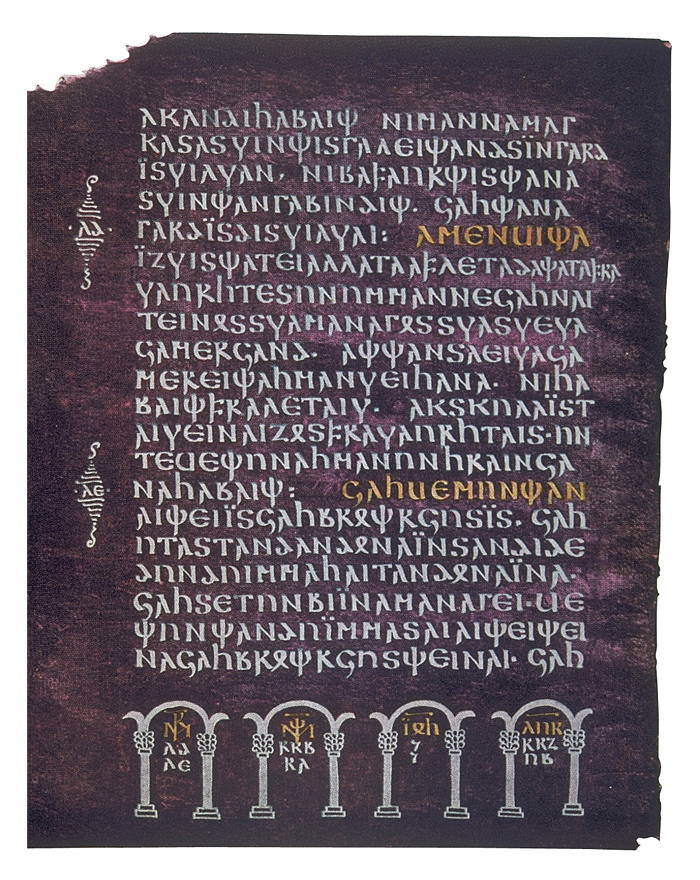
Bíblia Gótica